# Cache Heights
Die Cache Heights sind ein 5 km langer, 3 km breiter und schneebedeckter Gebirgszug im westantarktischen Ellsworthland. In den Jones Mountains durchstoßen sie unmittelbar nordöstlich des Bonnabeau Dome den kontinentalen Eisschild.
Kartiert und benannt wurden sie bei einer von der University of Minnesota von 1960 bis 1961 unternommenen Expedition zu den Jones Mountains. Namensgebend ist ein hier angelegtes Nahrungsmitteldepot, das infolge eines Blizzard von Schneemassen verschüttet wurde.